# 勒舍夫雷讷
勒舍夫雷讷（法語：Le Chefresne，法語發音：[lə ʃəfʁɛn]）是法国芒什省的一个旧市镇，属于圣洛区。2016年，勒舍夫雷讷与市镇佩尔西合并为新市镇诺曼底地区佩尔西。

## 地理
勒舍夫雷讷（48°54'11"N, 1°9'16"W）面积11.28 平方千米，位于法国诺曼底大区芒什省，该省份为法国西北部沿海省份，西、北、东北三面环大西洋，东起顺时针与卡爾瓦多斯省、奧恩省、马耶讷省和伊勒-维莱讷省接壤。
与勒舍夫雷讷接壤的市镇（或旧市镇、城区）包括：佩尔西、拉科隆布、马尔格赖、蒙塔博、蒙布赖、诺曼底地区佩尔西。

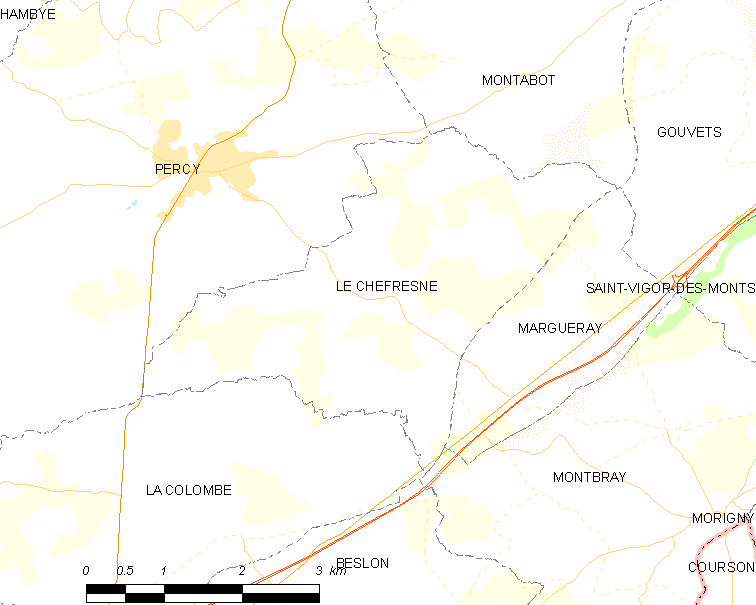
勒舍夫雷讷的OSM定位图

勒舍夫雷讷的时区为UTC+01:00、UTC+02:00（夏令时）。

## 行政
勒舍夫雷讷的邮政编码为50410，INSEE市镇编码为50128。

## 政治
勒舍夫雷讷所属的省级选区为维勒迪约莱普瓦勒-鲁菲尼县。

## 人口

1962-2008年间勒舍夫雷讷人口变化图示

勒舍夫雷讷于2018年1月1日时的人口数量为303人。